# Flugunfall einer Boeing 707 in Santa Cruz
Der Flugunfall einer Boeing 707 in Santa Cruz ereignete sich am 13. Oktober 1976. Eine Frachtmaschine des Typs Boeing 707-131F der US-amerikanischen Jet Power, mit der ein Frachtflug im Namen der Lloyd Aéreo Boliviano von Santa Cruz de la Sierra nach Miami durchgeführt werden sollte, kollidierte kurz nach dem Start vom Flughafen El Trompillo im Anfangssteigflug mit Gebäuden und Objekten, bis sie auf ein Spielfeld vor dem Estadio William Bendeck abstürzte. Bei dem Unfall kamen alle drei Insassen der Maschine ums Leben, am Boden gab es Berichten zufolge bis zu 110 Todesopfer. Es handelt sich um den schwersten Flugunfall in Bolivien.

## Flugzeug
Das auf dem Flug eingesetzte Flugzeug war eine Boeing 707-131F. Es handelte sich um die 48. je gebaute Boeing 707 mit der Werknummer 17671. Die Maschine absolvierte am 30. Juni 1959 ihren Erstflug und wurde am 14. Juli 1959 mit dem Luftfahrzeugkennzeichen N744TW an ihren Erstbesitzer Trans World Airlines ausgeliefert. Die Maschine wurde schließlich am 4. November 1972 an die schweizerische Fluggesellschaft Phoenix Airways verkauft, bei der sie als HB-IEG in Betrieb ging, ehe der Gesellschaft im März 1974 die Betriebserlaubnis entzogen wurde. Am 8. April 1975 wurde die Maschine durch die US-amerikanische Jet Power gekauft, welche die Boeing mit dem neuen Kennzeichen N730JP zuließ. Am 23. Mai 1975 wurde die Maschine an die Fragtflug verleast. Vom 10. Juni 1975 bis August 1975 folgte ein Leasing der Maschine an die ARCA Aero Vias Columbianas, bei welcher die Boeing mit dem Kennzeichen HK-1773 in Betrieb war. Der Leasingrückläufer erhielt anschließend sein altes Kennzeichen N730JP zurück, mit dem er bis zuletzt in Betrieb blieb. Die Maschine wurde ab März 1976 an die Trans Global und ab dem 25. Mai 1976 an die Huns Air verleast, ab August 1976 dann wieder an die Trans Global. Im Oktober 1976 wurde die Maschine an die RODEL Enterprises verleast, welche diese im Auftrag der Lloyd Aéreo Boliviano betrieb. Das vierstrahlige Langstrecken-Schmalrumpfflugzeug war mit vier Turbinen-Strahltriebwerken des Typs  Pratt & Whitney JT3C ausgestattet.

## Insassen und Flugplan
Es befand sich lediglich eine dreiköpfige, US-amerikanische Besatzung an Bord der Maschine, bestehend aus dem Flugkapitän Charles Baldwin, dem Ersten Offizier Lee Marsh und dem Flugingenieur Leslie Bennett. Alle drei Besatzungsmitglieder stammten aus der Metropolregion Miami. Die Maschine sollte von Santa Cruz nach Miami ausgeflogen werden. Mit ihr war zuvor ein Frachtflug von Houston (Texas) nach Santa Cruz durchgeführt worden; auf diesem Flug waren mit der Boeing Maschinen zur Ölförderung transportiert worden.

## Unfallhergang
Der Startlauf der Maschine um 13:30 Uhr von der Startbahn 32 des Flughafens El Trompillo war außergewöhnlich lang. Nach dem Rotieren gewann die Boeing kaum an Höhe. Sie erreichte eine Flughöhe von sechs Metern und streifte Baumspitzen, Hausdächer und Stromleitungen. Sie riss einen Teil des Gebäudes der Julio-Gutierrez-Grundschule mit, rollte nach links und ging 560 Meter hinter dem Startbahnende im Rückenflug zu Boden. Bei der Kollision mit der Schule kamen der Hausmeister, seine Ehefrau und drei Schüler, die sich im Gebäude aufhielten, ums Leben. Die meisten Schüler kamen nicht zu Schaden, da sie vor dem Unfallzeitpunkt zum Mittagessen nach Hause gegangen waren. Das Wrack schlitterte dann über die Avenida de Ejercito, wobei eine Gruppe von Menschen, die dort vor einem Geschäft Schlange standen, um Paraffin zu kaufen, erfasst und getötet wurde. Die Maschine schlitterte schließlich um 13:32 Uhr auf ein Spielfeld vor dem Estadio William Bendeck, auf dem gerade zwei Jugendfußballvereine gegeneinander vor Zuschauern spielten. Das Wrack ging in Flammen auf, umherfliegende Wrackteile beschädigten auch Teile des Stadions. Eine Reihe von Zuschauern wurde getötet, acht Spieler, die sich in der Umkleide befanden, starben durch Rauchgase. Auf der Straße habe es 50 Tote gegeben. Auf dem Spielfeld lagen Trümmerteile nebst Leichen verstreut, es wurde von 40 Toten berichtet. Verschiedenen Berichten zufolge kamen neben den drei Besatzungsmitgliedern zwischen 88 und 110 Menschen am Boden ums Leben.

## Unfalluntersuchung
In anfänglichen Berichten hieß es, ein Triebwerk der Maschine hätte nach dem Start versagt. Passanten hätten davon berichtet, dass ein Triebwerk an der linken Tragfläche vor dem Absturz gebrannt habe. Die Unfalluntersuchung wurde dadurch erschwert, dass der Flugdatenschreiber zum Unfallzeitpunkt nicht betriebsbereit gewesen war. Beim Öffnen der Kassette wurde festgestellt, dass das gesamte Band um die Aufnahmespule gewickelt war. Die drei Funkkanäle des Cockpit Voice Recorders (CVR) enthielten einige Informationen, aber der Mikrofonkanal im Cockpitbereich war nicht funktionsfähig und die Aufzeichnung enthielt keine verwertbaren Informationen. Bei der Untersuchung konnten ein strukturelles sowie ein Triebwerksversagen, Fehlfunktionen der Flugsteuerung und Systemausfälle als mögliche Unfallursachen ausgeschlossen werden. Die Anzeigen für das Triebwerksdruckverhältnis (EPR) zeigten 2,32 an, was einer Einstellung für einen Start im Trockenschub und damit mit verminderter Leistung ohne Zufuhr von Destilliertem Wasser zum Triebwerk entsprach. Es wurde festgestellt, dass die Wasserventile zum Zeitpunkt des Aufpralls geöffnet waren, es konnte jedoch nicht mit Sicherheit festgestellt werden, ob die Besatzung versucht hatte, einen Start im Trockenschub mit vorrätigem destillierten Wasser durchzuführen, oder ob der Start mit einem Triebwerksdruckverhältnis (EPR) von 2,32 durchgeführt wurde, mit der Option, den Schub bei Bedarf zu erhöhen. Die Ermittler gaben als Unfallursache einen Fehler vonseiten der Besatzung an, die es versäumt hatte, einen Modus mit genug Triebwerksschub auszuwählen. Der Unfall wurde auf eine mangelhafte Flugvorbereitung, eine Übermüdung der Besatzung und einen unterlassenen Startabbruch zurückgeführt.